# Noche de patas
Noche de patas fue un programa de entretenimiento peruano, emitido en televisión abierta y YouTube. Su formato se basaba en charlas y dinámicas de los presentadores con los invitados, haciendo uso de lenguaje vulgar y bromas en doble sentido. Fue presentado por Óscar López Arias, Gonzalo Revoredo, Carlos Vílchez, Andrés Salas y Rodrigo Sánchez Patiño, cuya formación de los mismos experimentó cambios a lo largo del tiempo.
El programa se emitió por primera vez en Latina Televisión, desde el 3 de mayo de 2019 hasta el 10 de septiembre de 2021. Posteriormente, se trasladó a Panamericana Televisión, donde estuvo al aire del 7 de septiembre de 2021 al 26 de marzo de 2022. Su difusión continuó en YouTube a través del canal No Somos TV, del 3 de junio al 16 de diciembre de 2022. Finalmente, entre el 23 de marzo y el 27 de abril de 2023, se transmitió en formato de videocast en el canal propio del programa.

## Historia y emisión

### Televisión abierta (2019-2022)
El programa se lanzó al aire el 3 de mayo de 2019 por la señal de Latina Televisión. El formato original incluía a cuatro presentadores: Óscar López Arias, Gonzalo Revoredo, Carlos Vílchez y Andrés Salas. Sin embargo, a inicios de 2021, Vílchez anunció su salida del programa por motivos económicos y personales, incluyendo la mudanza del elenco de El wasap de JB a JB en ATV. El 10 de septiembre de 2021, Latina Televisión dejó de transmitir el programa por motivos desconocidos, reemplazándolo en el horario por la telenovela turca Hercai.
Poco después a su retiro de Latina, se anunció en redes sociales que el programa se trasladaría al canal Panamericana Televisión. Noche de patas salió nuevamente al aire el 17 de septiembre de ese mismo año. En noviembre de 2021, con el ingreso de Carlos Galdós y su programa Por Dios y por la plata a Panamericana, el espacio fue reubicado su horario habitual para ser emitido los sábados a las 11:30 p. m. El 26 de marzo de 2022, Noche de patas lanzaría su última edición en televisión abierta, teniendo como invitados a los actores Emanuel Soriano y Lucho Cáceres.

### YouTube (2022-2023)
En mayo de 2022, se anunció su adhesión al canal de YouTube No Somos TV, perteneciente a los comediantes Jorge Luna y Ricardo Mendoza, quienes adquirieron el formato del programa. Para esta nueva etapa, fue exhibido como un espectáculo en vivo, utilizando el Teatro Canout como locación. El primer episodio en esta plataforma digital fue estrenado el 3 de junio de 2022, reintegrando a Carlos Vílchez en el panel de conductores. Posteriormente, Rodrigo Sánchez Patiño se unió temporalmente al elenco en reemplazo de Andrés Salas, permaneciendo hasta agosto de 2022.  Sin embargo, el 16 de diciembre de 2022, el programa difundiría su último episodio a través de No Somos TV.
En marzo de 2023, el programa anunció su retorno bajo el formato de videocast. Esta nueva etapa contó con la conducción de Carlos Vílchez, Óscar López Arias y Rodrigo Sánchez Patiño, y a diferencia de sus ediciones anteriores, no incluyó la participación de celebridades invitadas. Noche de patas pódcast lanzó con un total 5 episodios, siendo el primero publicado el 23 de marzo y el último el 27 de abril.

## Otros formatos
- Patas en la barra: fue lanzado el 6 de mayo de 2021 en el canal de YouTube del programa, cuyo contenido es una extensión del que se realiza en televisión, pero de una forma más libre y desinhibida.[19] La primera temporada contó con 16 episodios,[20] mientras que la segunda con 14 episodios.[21] Su último episodio fue publicado el 13 de diciembre de 2021.[21]
- Patas con derechos: fue anunciado el 31 de marzo de 2023, también en el canal de YouTube del programa, como un contenido  extendido de Noche de patas pódcast, siendo exclusivo para los miembros suscritos al canal por paga.[22] Contó con 4 episodios, siendo el último publicado el 16 de abril de 2023.[23]

## Presentadores
- Óscar López Arias (mayo de 2019-abril de 2023)
- Gonzalo Revoredo (mayo de 2019-diciembre de 2022)
- Andrés Salas (mayo de 2019-diciembre de 2022)
- Carlos Vílchez (mayo de 2019-enero de 2021, junio de 2022-abril de 2023)
- Rodrigo Sánchez Patiño (agosto de 2022, marzo-febrero de 2023)

## Premios y nominaciones
| Premio       | Año  | Categoría                         | Resultados | Ref.   |
| ------------ | ---- | --------------------------------- | ---------- | ------ |
| Premios Fama | 2019 | Mejor programa de entretenimiento | Ganador    | [ 24 ] |
| Premio Luces | 2020 | Mejor producción local            | Ganador    | [ 25 ] |